# Joseph Kahn (Rabbiner)

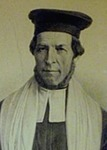
Rabbiner Joseph Kahn

Joseph Kahn (geboren am 2. September 1809 in Wawern, damals französisches Kaiserreich; gestorben am 10. Juli 1875 in Amsterdam) war von 1841 bis 1875 Oberrabbiner von Trier.

## Leben
Joseph Kahn war Sohn des jüdischen Vorbeters Mayer Kahn (1772–1813) und dessen Frau Bees Kahn, geb. Levy.
Als Joseph vier Jahre alt war, starb sein Vater und Jacob Samuel (1792–1858), sein Halbbruder aus erster Ehe der Mutter, übernahm für die Zeit der Ausbildung die Vormundschaft. Den vorgesehenen Beruf eines Viehhändlers konnte Joseph Kahn infolge einer Verletzung, die er sich bei einem Sturz vom Pferd zugezogen hatte, nicht ergreifen. Daher wurde bestimmt, dass er Rabbiner werden sollte.
Joseph Kahn besuchte ab 1823 die Talmudschule bei Meyr Lazard in Metz und wechselte im September 1827 an die Schule von Jakob Ettlinger in Mannheim, wo er nach vier Jahren die Berechtigung zum Hochschulzugang erlangte. Anschließend studierte er ab Ende 1831 für zwei Semester Theologie an der Universität Heidelberg. Vom Wintersemester 1833/34 bis zum Mai 1838 setzte er sein Studium an der Universität Bonn fort, wo er Vorlesungen unter anderem bei August Wilhelm Schlegel sowie den Theologen Karl Immanuel Nitzsch und Immanuel Hermann Fichte, dem Sohn Johann Gottlieb Fichtes, hörte. Sein Studium beendete er dann aber anscheinend ohne Abschluss. Eine 1837 verfasste „Preisschrift über den Propheten Zacharias“ erzielte den erhofften Preis nicht.
Im Jahre 1840 war Joseph Kahn zunächst in der jüdischen Gemeinde von Saarlouis tätig und machte durch erste Predigten auf sich aufmerksam. Am 21. Juni 1840 – noch vor seiner Rabbinatszeit – hielt er zu Ehren Wilhelms II. der Niederlande in Luxemburg am Pessachfest die Festpredigt.
Nachdem 1840 seine Berufung als Rabbiner in Koblenz vom Bonner Konsistorium hintertrieben worden war, wurde er am 18. August 1841 mit 19 von 25 Stimmen vom Trierer Konsistorium zum Oberrabbiner von Trier gewählt. Die Semicha im Rahmen der rabbinischen Ordination erfolgte durch die Rabbiner Lion Ullmann, Joseph Abraham Friedländer und Abraham Geiger, die Amtseinführung im Trierer Landratsamt fand am 15. Dezember 1841, in der Trierer Synagoge am 18. Dezember 1841 statt.
Am 14. Oktober 1844 heiratete er Rebekka van Biema (1823–1858) aus Leer, mit der er drei Töchter hatte. Während des Besuchs einer seiner Töchter 1875 in Amsterdam verstarb er. Sein Grab befindet sich auf dem historischen jüdischen Friedhof an der Weidegasse in Trier.

## Rabbinat
Joseph Kahn war ein gemäßigter Verfechter des Reformjudentums und vertrat viele Position des luxemburgischen Oberrabbiners Samuel Hirsch, bei dessen Amtseinführung 1843 er die Festrede gehalten und mit dem zusammen er bereits in Bonn studiert hatte. Beide nahmen auch an den Reform-Rabbinerkonferenzen in Braunschweig (1844), Frankfurt am Main (1845) und Breslau (1846) teil. Zu raschen und durchgreifenden Reformbestrebungen hielt er seinen pragmatischen Standpunkt entgegen, nachdem man auch diejenigen, die keine Notwendigkeit für Reformen erkennen könnten, nicht enttäuschen dürfte. Reformen sollten daher in kleineren Schritten erfolgen. Gleichwohl wurde er für seine Positionen von Vertretern des konservativen Judentums aus Frankfurt, Amsterdam und Trier angegriffen. Als Zeichen der Erneuerung des Judentums förderte Joseph Kahn maßgeblich den Bau neuer Synagogen in seinem Amtsbezirk. Von den über 30 in seiner Amtszeit erbauten jüdischen Gotteshäusern ragt die 1859 eingeweihte neue Synagoge in Trier heraus.
Zur Auseinandersetzung um die Gleichstellung der jüdischen Bürger in den linksrheinischen Gebieten Preußens hatte er eine realistische Einstellung. Das von Napoleon I. den Juden zugesprochene Staatsbürgerrecht, das sie zu gleichberechtigten Bürgern Frankreichs machte, galt ab 1801 auch für die nun zu Frankreich gehörenden linksrheinischen Gebiete. Allerdings wurde diese Gleichstellung 1808 eingeschränkt. Ziel dieser auf zehn Jahre begrenzten Einschränkung – betroffen waren etwa die Freizügigkeit, die freie Handelstätigkeit und die Möglichkeiten, Forderungen vor Gericht durchzusetzen – war es, den Prozess der Integration zu fördern, indem man ihn stärker kontrollierte. Nachdem  die linksrheinischen Gebiete 1815, durch den Wiener Kongress, Preußen zugeschlagen worden waren, verlängerte Preußen diese Bestimmungen immer wieder und beschnitt die staatsbürgerlichen Rechte der Juden. Im Jahr 1843 verfassten daher 150 Trierer Bürger eine Petition, in der sie die 1815 versprochene Gleichstellung der Juden, wie sie unter französischer Herrschaft eingeführt worden war, einforderten. Joseph Kahn bat daraufhin in einer Predigt für den Segen der Trierer Bürger. Als der preußische Staat 1847 den jüdischen Gemeinden neue Statuten vorschreiben wollte, gehörte Kahn zu den Gründern des „Comité für die Angelegenheiten der Juden in der Rheinprovinz“.
In Zeitungsartikeln wandte er sich immer wieder gegen Ungerechtigkeiten gegenüber Juden oder jüdischen Gemeinden und forderte die möglichst weitgehende Eigenständigkeit von Staat und Religion. Kahn trat andererseits nachdrücklich für den Eintritt von Juden in den Militärdienst ein, um der Forderung nach Gleichberechtigung auch hinsichtlich der staatsbürgerlichen Pflichten Ausdruck zu verleihen. Zugleich hat er sich für die schulische Bildung in den zahlreichen kleinen Gemeinden der Region Trier eingesetzt und die Ungerechtigkeit beklagt, die damit verbunden war, dass Juden das Geld für den religiösen Unterricht selbst aufbringen mussten, während sie zur gleichen Zeit an den allgemeinen Schulkosten beteiligt waren.
Zum 25-jährigen Amtsjubiläum am 15. Dezember 1866 nannte ihn Leopold Löw in der Zeitschrift Ben Chananja „eine(n) der tüchtigsten Vorkämpfer für Licht und Fortschritt“. Seine Tätigkeit als Rabbiner ist in rund 140 Selbst- und Fremdzeugnissen – Artikel, Mitteilungen und redaktionelle Beiträge in jüdischen Zeitschriften – dokumentiert.

## Veröffentlichungen
Neben seinen Predigten, von denen einige im Druck – die Titel gesammelt in der Bibliothek jüdischer Kanzelredner von Meyer Kayserling, 1872, der selbst die Rede Liebe und Versöhnung nach der Lehre des Judenthums aus dem Jahr 1865 abdruckt – vorliegen, verfasste er eine Vielzahl von Artikeln, etwa für die Allgemeine Zeitung des Judenthums oder für die von Leopold Löw herausgegebene Zeitschrift Ben Chananja.
Von Kahn in Druck veröffentlichte Predigten und Reden (Auswahl)
- Rede gehalten bei dem besondern Gottesdienst, zur Ehre S. Maj. Unseres Königs und Großherzogs Wilhelm II., bei Allerhöchstderselben Anwesenheit in unserer Stadt Luxemburg am 21. Juni (1840)[2]
- „Die Bestrebungen der neuen Rabbinen zielen nur darauf hin, das wahre alte Judenthum wieder herzustellen.“ Predigt, gehalten bei seinem Amtsantritt am Sabbath Vajigasch d. 5. Tebeth 5602 (den 18. Dezember 1841). Hall'sche Buchhandlung, Trier 1842.
- Die Feier der Einweihung der neuen Synagoge zu Trier, am 9.–10. September 1859 (10.11. Ellul 5619). J. Kahn, Trier 1860.